# Natação nos Jogos Olímpicos de Verão de 2020 - 100 m livre masculino
A competição dos 100 m livre masculino da natação nos Jogos Olímpicos de Verão de 2020 foi disputada entre 27 e 29 de julho de 2021 no Centro Aquático, em Tóquio. Um total de 70 nadadores de 62 Comitês Olímpicos Nacionais (CON) participaram do evento.

## Qualificação
O tempo de qualificação olímpica ao evento foi de 48.57 segundos. Até dois nadadores por Comitê Olímpico Nacional (CON) poderiam se qualificar automaticamente nadando naquele tempo em um evento de qualificação aprovado. Por sua vez, o tempo de seleção olímpica foi de 50.03 segundos. Até um nadador por CON estaria elegível para a qualificação com esse tempo com sua entrada classificada em um ranking até que o número de participantes fosse atingido. CONs sem um nadador qualificado em qualquer evento poderiam obter seus lugares através das vagas de universalidade.

## Formato
A competição consiste em três rodadas: preliminares, semifinais e final. Os nadadores com os 16 melhores tempos nas baterias preliminares avançam as semifinais. Já os nadadores com os 8 melhores tempos nas semifinais avançam a final. Desempates (swim-offs) são utilizados conforme necessário para quebrar os empates de avanço a próxima rodada.

## Calendário
Horário local (UTC+9)
| Data                | Horário | Fase         |
| ------------------- | ------- | ------------ |
| 27 de julho de 2021 | 19:00   | Preliminares |
| 28 de julho de 2021 | 10:30   | Semifinais   |
| 29 de julho de 2021 | 11:35   | Final        |

## Medalhistas
| Ouro   | USA Caeleb Dressel     |
| Prata  | AUS Kyle Chalmers      |
| Bronze | ROC Kliment Kolesnikov |

## Recordes
Antes desta competição, os recordes mundiais e olímpicos da prova eram os seguintes:
| Tipo | Atleta         | Tempo | Local  | Data                 |
| ---- | -------------- | ----- | ------ | -------------------- |
|      | César Cielo    | 46.91 | Roma   | 30 de julho de 2009  |
|      | Eamon Sullivan | 47.05 | Pequim | 13 de agosto de 2008 |

Os seguintes recordes mundiais e/ou olímpicos foram estabelecidos durante esta competição:
| Data                | Evento | Atleta             | Tempo | Notas            |
| ------------------- | ------ | ------------------ | ----- | ---------------- |
| 29 de julho de 2021 | Final  | USA Caeleb Dressel | 47.02 | Recorde olímpico |

## Resultados

### Eliminatórias
Os nadadores com as 16 primeiras colocações, independente da bateria, avançam as semifinais.
| Pos. | Bateria | Raia | Nadador               | CON                        | Tempo   | Notas            |
| ---- | ------- | ---- | --------------------- | -------------------------- | ------- | ---------------- |
| 1    | 9       | 2    | Thomas Ceccon         | ITA Itália                 | 47.71   | Q                |
| 2    | 9       | 4    | Caeleb Dressel        | USA Estados Unidos         | 47.73   | Q                |
| 3    | 8       | 4    | Kyle Chalmers         | AUS Austrália              | 47.77   | Q                |
| 4    | 9       | 5    | Alessandro Miressi    | ITA Itália                 | 47.83   | Q                |
| 5    | 7       | 4    | Kliment Kolesnikov    | ROC                        | 47.89   | Q                |
| 6    | 7       | 3    | Hwang Sun-woo         | KOR Coreia do Sul          | 47.97   | Q,               |
| 7    | 8       | 5    | Andrei Minakov        | ROC                        | 48.00   | Q                |
| 8    | 9       | 6    | David Popovici        | ROU Romênia                | 48.03   | Q                |
| 9    | 9       | 3    | Nándor Németh         | HUN Hungria                | 48.11   | Q                |
| 10   | 8       | 8    | Yuri Kisil            | CAN Canadá                 | 48.15   | Q                |
| 11   | 7       | 5    | Zach Apple            | USA Estados Unidos         | 48.16   | Q                |
| 12   | 8       | 3    | Maxime Grousset       | FRA França                 | 48.25   | Q                |
| 13   | 8       | 2    | Andrej Barna          | SRB Sérvia                 | 48.30   | Q                |
| 14   | 7       | 6    | Joshua Liendo         | CAN Canadá                 | 48.34   | Q                |
| 15   | 7       | 2    | Roman Mityukov        | SUI Suíça                  | 48.43   | Q                |
| 16   | 6       | 2    | Jacob Whittle         | GBR Grã-Bretanha           | 48.44   | Q                |
| 17   | 9       | 7    | Katsumi Nakamura      | JPN Japão                  | 48.48   |                  |
| 18   | 7       | 1    | Apostolos Christou    | GRE Grécia                 | 48.50   |                  |
| 18   | 8       | 6    | He Junyi              | CHN China                  | 48.50   |                  |
| 20   | 7       | 8    | Szebasztián Szabó     | HUN Hungria                | 48.51   |                  |
| 21   | 6       | 7    | Stan Pijnenburg       | NED Países Baixos          | 48.53   |                  |
| 22   | 6       | 6    | Dylan Carter          | TTO Trinidad e Tobago      | 48.66   |                  |
| 23   | 7       | 7    | Mehdy Metella         | FRA França                 | 48.68   |                  |
| 24   | 9       | 1    | Cameron McEvoy        | AUS Austrália              | 48.72   |                  |
| 25   | 8       | 1    | Pedro Spajari         | BRA Brasil                 | 48.74   |                  |
| 26   | 6       | 4    | Damian Wierling       | GER Alemanha               | 48.83   |                  |
| 27   | 6       | 1    | Robin Hanson          | SWE Suécia                 | 49.07   |                  |
| 28   | 5       | 7    | Nikola Miljenić       | CRO Croácia                | 49.25   |                  |
| 29   | 6       | 8    | Meiron Cheruti        | ISR Israel                 | 49.26   |                  |
| 30   | 5       | 3    | Ali Khalafalla        | EGY Egito                  | 49.31   |                  |
| 30   | 5       | 4    | Mikel Schreuders      | ARU Aruba                  | 49.31   |                  |
| 32   | 6       | 5    | Gabriel Santos        | BRA Brasil                 | 49.33   |                  |
| 33   | 5       | 6    | Alberto Mestre        | VEN Venezuela              | 49.44   |                  |
| 34   | 4       | 5    | Ian Ho                | HKG Hong Kong              | 49.49   |                  |
| 35   | 9       | 8    | Serhiy Shevtsov       | UKR Ucrânia                | 49.55   |                  |
| 36   | 5       | 8    | Luke Gebbie           | PHI Filipinas              | 49.64   | Recorde nacional |
| 37   | 6       | 3    | Oussama Sahnoune      | ALG Argélia                | 49.65   |                  |
| 38   | 5       | 4    | Artur Barseghyan      | ARM Armênia                | 49.78   | Recorde nacional |
| 39   | 5       | 5    | Joseph Schooling      | SGP Singapura              | 49.84   |                  |
| 40   | 4       | 6    | Nikolas Antoniou      | CYP Chipre                 | 50.00   |                  |
| 41   | 4       | 7    | Khurshidjon Tursunov  | UZB Uzbequistão            | 50.14   |                  |
| 42   | 4       | 8    | Peter Wetzlar         | ZIM Zimbabwe               | 50.31   | Recorde nacional |
| 43   | 4       | 2    | Samy Boutouil         | MAR Marrocos               | 50.37   |                  |
| 44   | 5       | 1    | Ben Hockin            | PAR Paraguai               | 50.41   |                  |
| 45   | 5       | 2    | Emir Muratović        | BIH Bósnia e Herzegovina   | 50.43   |                  |
| 46   | 4       | 3    | Ari-Pekka Liukkonen   | FIN Finlândia              | 50.48   |                  |
| 47   | 3       | 4    | Mokhtar Al-Yamani     | YEM Iêmen                  | 50.52   | Recorde nacional |
| 48   | 4       | 1    | Matthew Abeysinghe    | SRI Sri Lanka              | 50.62   |                  |
| 49   | 3       | 3    | Andrew Chetcuti       | MLT Malta                  | 51.47   |                  |
| 50   | 3       | 6    | Yousuf Al-Matrooshi   | UAE Emirados Árabes Unidos | 51.50   |                  |
| 51   | 3       | 5    | Stefano Mitchell      | ANT Antígua e Barbuda      | 51.64   |                  |
| 52   | 3       | 2    | Kledi Kadiu           | ALB Albânia                | 51.65   |                  |
| 53   | 3       | 1    | Issa Al-Adawi         | OMA Omã                    | 51.81   |                  |
| 54   | 3       | 7    | Jean Zephir           | LCA Santa Lúcia            | 51.94   |                  |
| 55   | 3       | 8    | Miguel Mena           | NCA Nicarágua              | 51.99   |                  |
| 56   | 2       | 4    | Danilo Rosafio        | KEN Quênia                 | 52.54   |                  |
| 57   | 2       | 5    | Jagger Stephens       | GUM Guam                   | 52.72   |                  |
| 58   | 2       | 6    | Delron Felix          | GRN Granada                | 52.99   |                  |
| 59   | 1       | 6    | Alexander Shah        | NEP Nepal                  | 53.41   | Recorde nacional |
| 60   | 2       | 3    | Mathieu Marquet       | MRI Maurício               | 53.56   |                  |
| 61   | 2       | 2    | Boško Radulović       | MNE Montenegro             | 53.60   |                  |
| 62   | 2       | 7    | Muhammad Haseeb Tariq | PAK Paquistão              | 53.81   |                  |
| 63   | 2       | 1    | Atuhaire Ambala       | UGA Uganda                 | 54.23   |                  |
| 64   | 1       | 3    | Olt Kondirolli        | KOS Kosovo                 | 54.33   |                  |
| 64   | 2       | 8    | Belly-Cresus Ganira   | BDI Burundi                | 54.33   | Recorde nacional |
| 66   | 1       | 5    | Yazan Al-Bawwab       | PLE Palestina              | 54.51   |                  |
| 67   | 1       | 4    | Andrew Fowler         | GUY Guiana                 | 55.23   |                  |
| 68   | 1       | 1    | Sangay Tenzin         | BHU Butão                  | 57.57   |                  |
| 69   | 1       | 2    | Mubal Ibrahim         | MDV Maldivas               | 58.37   |                  |
| 70   | 1       | 7    | Edgar Iro             | SOL Ilhas Salomão          | 1:00.13 |                  |
| 71   | 8       | 7    | Matthew Richards      | GBR Grã-Bretanha           | DNS     |                  |

### Semifinais
Os nadadores com as 8 primeiras colocações, independente da bateria, avançam a final.
| Pos. | Bateria | Raia | Nadador            | CON                | Tempo | Notas            |
| ---- | ------- | ---- | ------------------ | ------------------ | ----- | ---------------- |
| 1    | 2       | 3    | Kliment Kolesnikov | ROC                | 47.11 | Q,               |
| 2    | 1       | 4    | Caeleb Dressel     | USA Estados Unidos | 47.23 | Q                |
| 3    | 1       | 5    | Alessandro Miressi | ITA Itália         | 47.52 | Q                |
| 4    | 1       | 3    | Hwang Sun-woo      | KOR Coreia do Sul  | 47.56 | Q,               |
| 5    | 1       | 6    | David Popovici     | ROU Romênia        | 47.72 | Q                |
| 6    | 2       | 5    | Kyle Chalmers      | AUS Austrália      | 47.80 | Q                |
| 7    | 2       | 2    | Nándor Németh      | HUN Hungria        | 47.81 | Q,               |
| 8    | 1       | 7    | Maxime Grousset    | FRA França         | 47.82 | Q                |
| 9    | 2       | 1    | Andrej Barna       | SRB Sérvia         | 47.94 | Recorde nacional |
| 10   | 2       | 6    | Andrei Minakov     | ROC                | 48.03 |                  |
| 11   | 2       | 7    | Zach Apple         | USA Estados Unidos | 48.04 |                  |
| 12   | 2       | 4    | Thomas Ceccon      | ITA Itália         | 48.05 |                  |
| 13   | 1       | 8    | Jacob Whittle      | GBR Grã-Bretanha   | 48.11 |                  |
| 14   | 1       | 1    | Joshua Liendo      | CAN Canadá         | 48.19 |                  |
| 15   | 1       | 2    | Yuri Kisil         | CAN Canadá         | 48.31 |                  |
| 16   | 2       | 8    | Roman Mityukov     | SUI Suíça          | 48.53 |                  |

### Final
Os três nadadores mais rápidos na final conquistaram as medalhas.
| Pos.              | Raia | Nadador            | CON                | Tempo | Notas            |
| ----------------- | ---- | ------------------ | ------------------ | ----- | ---------------- |
| Medalha de ouro   | 5    | Caeleb Dressel     | USA Estados Unidos | 47.02 | Recorde olímpico |
| Medalha de prata  | 7    | Kyle Chalmers      | AUS Austrália      | 47.08 |                  |
| Medalha de bronze | 4    | Kliment Kolesnikov | ROC                | 47.44 |                  |
| 4                 | 8    | Maxime Grousset    | FRA França         | 47.72 |                  |
| 5                 | 6    | Hwang Sun-woo      | KOR Coreia do Sul  | 47.82 |                  |
| 6                 | 3    | Alessandro Miressi | ITA Itália         | 47.86 |                  |
| 7                 | 2    | David Popovici     | ROU Romênia        | 48.04 |                  |
| 8                 | 1    | Nándor Németh      | HUN Hungria        | 48.10 |                  |

Legenda
| Recorde mundial      | Recorde mundial (World record)               |                       | Recorde africano                      | Recorde africano (African) |                                           | Q | Classificado por posição (Qualified) |
| Recorde olímpico     | Recorde olímpico (Olympic record)            | Recorde da América    | Recorde da América (Americas)         | q                          | Classificado por melhor tempo (Qualified) |   |                                      |
| Melhor marca do ano  | Melhor marca do ano (World leading)          | Recorde asiático      | Recorde asiático (Asian)              | DNS                        | Não largou (Did not start)                |   |                                      |
| Recorde nacional     | Recorde nacional (National record)           | Recorde europeu       | Recorde europeu (European)            | DNF                        | Não terminou (Did not finish)             |   |                                      |
| Recorde pessoal      | Recorde pessoal do atleta (Personal best)    | Recorde da Oceania    | Recorde da Oceania (Oceania)          | DSQ / DQ                   | Desclassificado (Disqualified)            |   |                                      |
| Recorde da temporada | Recorde da temporada do atleta (Season best) | Recorde sul-americano | Recorde sul-americano (South America) | NM                         | Sem marca (No mark)                       |   |                                      |